# テオ・ウィリアム
テオ・ウィリアム（Théo William、2000年7月4日 - ）は、フランスのラグビーユニオン選手。トップ14のリヨンOUに所属している。

## 経歴
フランスのイゼール県ブルゴワン＝ジャイユー生まれ。
CSブルゴワン＝ジャイユーに所属した後、2017年、リヨンOUに入団した。
2020年3月、U20フランス代表としてU20シックス・ネーションズのスコットランド戦に出場した。
2020年10月24日、トゥールーズ戦で控えから出場し、リヨンOUでのプロデビューを果たした。
2021-22シーズンでは、USブレッサンヌにレンタル移籍した。
2025年7月、フランス代表のニュージーランド遠征メンバーに選ばれた。